# Nancy Patricia Gutiérrez
Nancy Patricia Gutiérrez   (Girardot, 16 d'octubre de 1963) és una advocada i política colombiana. Va exercir com a senadora de Colòmbia i membre de la Cambra de Representants de Colòmbia, després d'haver exercit com a presidenta a les dues cambres.

## Carrera
Gutiérrez Castañeda, advocada de la Universitat Nostra Senyora del Rosari, va ser elegida per primera vegada l'any 1988 com a alcaldessa del municipi d'Agua de Dios, Cundinamarca, en representació del moviment polític Colombia Siempre, moviment creat dins del Partit Liberal Colombià. Després de finalitzar el seu mandat l'any 1990, Gutiérrez Castañeda va ser nomenada directora regional de l'Institut Colombià de Benestar Familiar (ICBF) l'any 1991. Més tard va tornar a l'àmbit polític quan va donar suport a Leonor Serrano per a la governació de Cundinamarca el 1994. Quan Serrano va ser elegit va nomenar Gutiérrez Castañeda com a secretari de Medi Ambient el gener de 1995, i un any més tard com a secretari general.

## Representant
El 1997 va renunciar a l'administració de Serrano per postular-se a la Cambra de Representants de Colòmbia per a les eleccions legislatives de 1998.
Després d'un llarg procés de deliberació arran de l'escàndol de corrupció que va provocar la dimissió del president de la Cambra de Diputats, Armando Pomárico, Gutiérrez Castañeda va ser escollida per la coalició de majoria liberal per acabar el mandat de Pomárico com a president de la Cambra de Representants de Colòmbia, i es va convertir el 30 de març de 2000 en la primera dona que va exercir com a presidenta de la Cambra en la història de Colòmbia. Tot i que la seva curta presidència va acabar el 20 de juliol de 2000, va acabar amb els programes dels quals va ser acusat el seu predecessor, com els viatges a l'estranger, les despeses de gasolina per al transport dels membres del congrés i les discrepàncies de nòmines que tant enfurismaven el públic. L'any 2002 Gutiérrez Castañeda va ser reelegida en representació del moviment Colombia Siempre donant suport una vegada més a Leonor Serrano que es va presentar a un escó al Senat. L'any 2004 Colombia Siempre va abandonar la coalició liberal i es va incorporar a les files del Cambio Radical.
Com a representant, va ser membre de la Primera Comissió Constitucional, la Comissió Especial de Divisió Territorial, la Comissió de Pau i la Comissió Especial de Modernització.

## Senadora
Per a les eleccions legislatives del 2006 Gutiérrez Castañeda va ser elegida senadora de Colòmbia en representació de Cambio Radical. Cambio Radical havia fet un pacte amb la coalició de simpatitzants del president Álvaro Uribe, donant l'oportunitat al partit de presidir el Senat. Després d'unes eleccions al Congrés contra els senadors Rubén Darío Quintero, Arturo Char i Miguel Pinedo, Gutiérrez Castañeda va ser elegida presidenta del Senat de Colòmbia per al període que va començar el 20 de juliol de 2007.

### Polèmiques
El 18 d'abril de 2008, el Tribunal Suprem de Colòmbia va ordenar una investigació preliminar contra la senadora Gutiérrez mentre era presidenta del Congrés per la seva aparent relació amb grups rebels armats de la dreta en l'escàndol dels parapolítics colombians que va sacsejar el país, i va provocar l'empresonament de diversos congressistes. Les investigacions van connectar Gutiérrez amb l'àlies "El Pájaro", paramilitar de Cundinamarca, d'on procedeix Gutiérrez ha negat les acusacions i qualsevol relació amb els rebels, citant la seva investigació com un complot contra ella. El 17 d'octubre de 2011 l'Oficina de la Inspectora General de Colòmbia va abandonar oficialment el cas contra la diputada Gutiérrez.